# Landespressegesetz
Landespressegesetze sind in Deutschland Gesetze der Länder und damit Landesrecht, welches die Regelungen des Presserechts enthält. Dazu gehören zum Beispiel die Frage nach dem Recht auf eine Gegendarstellung sowie Auskunftsrechte gegenüber Behörden.